# Gotra literata
Gotra literata is een insect uit de familie van de gewone sluipwespen (Ichneumonidae). De wetenschappelijke naam van de soort werd in 1846 gepubliceerd door Brulle.